# Скьявоне, Франческа
Франче́ска Скьяво́не (итал. Francesca Schiavone; род. 23 июня 1980, Милан, Италия) — итальянская теннисистка; победительница одного турнира Большого шлема в одиночном разряде (Открытый чемпионат Франции-2010); финалистка одного турнира Большого шлема в одиночном разряде (Открытый чемпионат Франции-2011); первая в истории итальянская теннисистка, попавшая в топ-4 одиночного рейтинга; победительница 15 турниров WTA (из них 8 в одиночном разряде); финалистка одного турнира Большого шлема в парном разряде (Открытый чемпионат Франции-2008); трёхкратная обладательница Кубка Федерации (2006, 2009, 2010) в составе национальной сборной Италии.

## Биография
Франческа Скьявоне — одна из двух детей Франческо и Луишиты Скьявоне; её старшего брата зовут Габриэле.
В теннисе с десяти лет. Скьявоне одна из немногих теннисисток современного элитного уровня, кто выполняет удар с бэкхенда одной рукой.
В декабре 2019 года, уже после завершения карьеры теннисистки, Скьявоне объявила, что боролась с раком и смогла его победить.
Она лечилась от лимфогранулематоза.

### Начало карьеры
Первое появление Скьявоне в основных соревнованиях WTA-тура произошло в июле 1998 года, когда она выступила в парном разряде турнира в Палермо. В сентябре того же года, также в парах, она выиграла первый турнир из цикла ITF на 25-тысячнике в Великобритании. В мае 1999 года на турнире в Риме Франческа дебютирует в основной сетке WTA-тура и в одиночных соревнованиях. В июне 2000 года итальянка сыграла свой первый финал в туре на турнире в Ташкенте. В нём она проиграла местной теннисистке Ироде Тулягановой — 3:6, 6:2, 3:6. В начале августа Скьявоне через квалификацию отобралась на свой дебютный турнир серии Большого шлема — Открытый чемпионат США. Она смогла выиграть два матча и дойти до стадии третьего раунда. Этот результат позволил Франческе впервые подняться в мировом одиночном рейтинге в первую сотню.
Сезон 2001 года Скьявоне начала для себя с выхода в полуфинал на турнире в Окленде. В мае она смогла выйти в четвертьфинал турнира 1-й категории в Риме, а затем на дебютном для себя в основной сетке Открытом чемпионате Франции Франческа вышла в четвертьфинал, где проиграла первой ракетке мира на тот момент Мартине Хингис. В июле на турнире в Сопоте она выиграла первый титул WTA в парном разряде, сыграв в команде с представительницей ЮАР Йоаннеттой Крюгер. В октябре на турнире 1-й категории в Кубке Кремля в Москве Скьявоне добыла первую победу над теннисисткой из топ-10. Она переиграла француженку Натали Тозья (№ 10 на тот момент) и это позволило итальянке выйти в четвертьфинал.
В январе 2002 года Скьявоне выиграла первые матчи на Открытом чемпионате Австралии и прошла в третий раунд. На Открытом чемпионате Франции она выступила также, а на Открытом чемпионате США смогла выйти в четвёртый раунд. В октябре состоялся дебют Франчески в составе сборной Италии в розыгрыше Кубка Федерации.
В начале сезона 2003 года Скьявоне вышла в финал турнира в Канберре, где в борьбе за титул уступила американке Меган Шонесси. На Уимблдонском турнире в том году она впервые вышла в третий раунд. В июле она смогла выйти в полуфинал турнира в Станфорде, а в августе в Лос-Анджелесе. На Открытом чемпионате США Франческа вышла в свой второй четвертьфинал Большого шлема. В октябре в мировом рейтинге она впервые поднялась в топ-20 и завершила сезон на итоговой 20-й строчке.

### 2004—2007 (победа в Кубке Федерации и первый одиночный титул WTA)

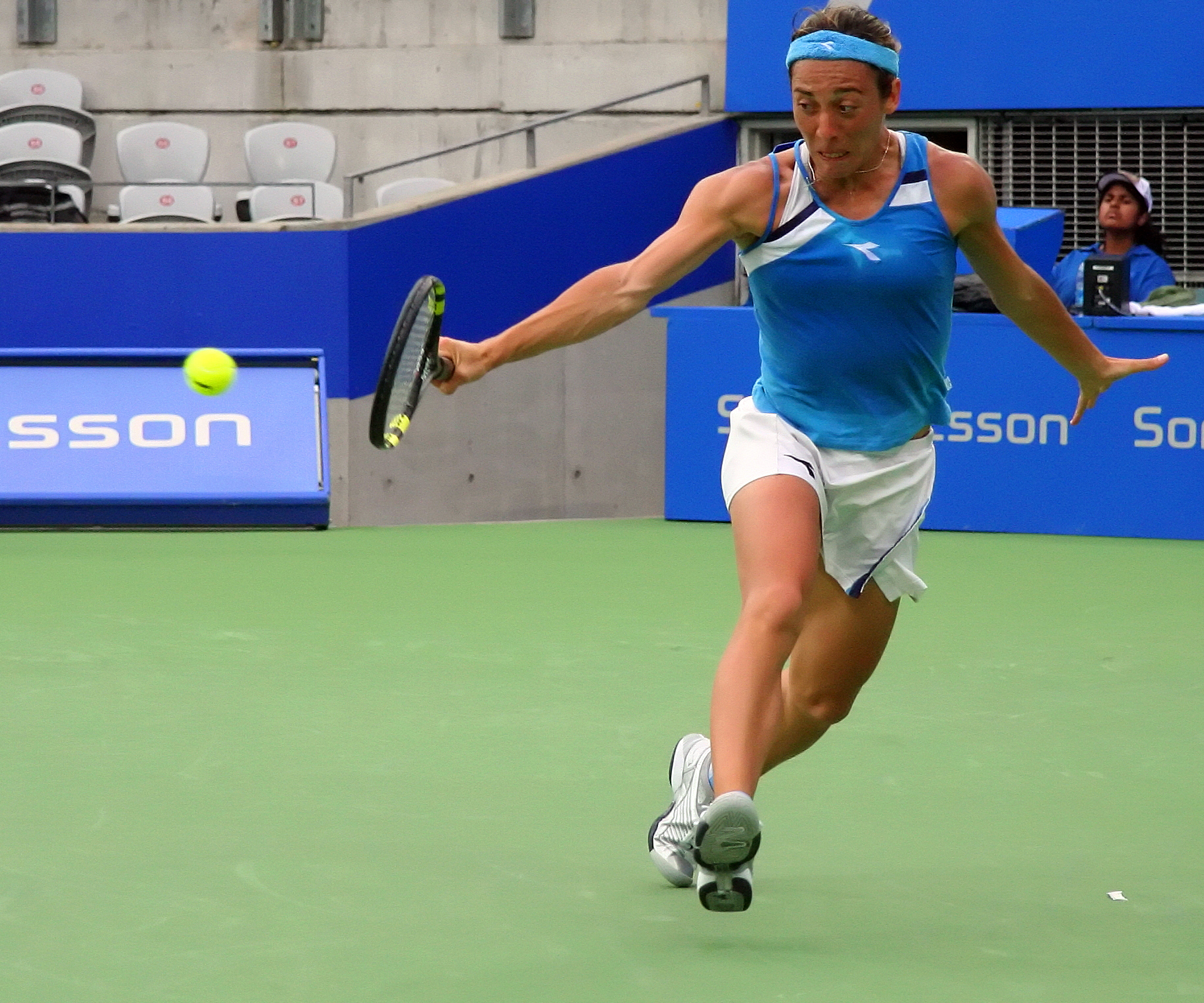
Скьявоне на турнире в Сиднее 2005 года

В январе 2004 года Скьявоне сыграла в полуфинале турнира в Сиднее. Следующего полуфинала в одиночках она достигла весной на грунтовом турнире в Варшаве, переиграв в 1/4 финала № 3 в мире Амели Моресмо. Также на этом турнире она смогла выиграть парный приз в дуэте с Сильвией Фариной. На Ролан Гаррос их итальянская команда смогла выйти в четвертьфинал в женской паре, а в одиночном разряде Скьявоне прошла в четвёртый раунд. Летом итальянка приняла участие в первых для себя Олимпийских играх, которые проводились в Афинах. Ей удалось выйти в четвертьфинал в одиночном турнире, а в парах она проиграла на стадии второго раунда (с Фариной). На Открытом чемпионате США в том сезоне она вышла в четвёртый раунд.
В феврале 2005 года Скьявоне взяла парный приз турнира в Дохе совместно с Алисией Молик. В мае на турнире в Риме в матче второго раунда ей удалось выиграть Серену Уильямс и в целом выйти в четвертьфинал турнира. Лучшим результатом для Франчески на Больших шлемах в том сезоне стал выход в четвёртый раунд на Ролан Гаррос. В августе она вышла в полуфинал турнира в Лос-Анджелесе. В сентябре итальянка смогла сыграть в финале турнира на Бали, но проиграла в нём второй ракетке мира Линдсей Дэвенпорт. В октябре она успешно сыграла на Кубке Кремля в Москве, который являлся турниром 1-й категории. Во втором раунде Скьявоне разгромила № 4 в мире Амели Моресмо. В четвертьфинале одолела местную теннисистку Светлану Кузнецову, а в полуфинале справилась с ещё одной россиянкой и № 8 в мире Еленой Дементьевой. Лишь в финале Франческа проиграла № 4 в мире Мари Пирс. В концовке сезона Скьявоне вышла в ещё один финал на турнире в Хасселте, где также терпит поражение — на этот раз от № 2 в мире Ким Клейстерс.
В начале сезона 2006 года Скьявоне смогла выйти в финал турнира в Сиднее, где уступила Жюстин Энен-Арденн. На Австралийском чемпионате она пробралась в стадию четвёртого раунда. В феврале на соревнованиях в Дубае она выиграла парный трофей в альянсе с Кветой Пешке. В апреле Франческа вышла в ещё один одиночный финал на турнире в Амелия-Айленде, где в борьбе за титул проиграла россиянке Наджежде Петровой. Затем Скьявоне помогла сборной Италии одолеть команду Франции в первом раунде розыгрыша Кубка Федерации. Франческа выиграла оба своих матча и в одном из них впервые победила действующую первую ракетку мира, которой на тот момент была Амели Моресмо (4:6, 7:6(4), 6:4). На кортах Ролан Гаррос она вышла в четвёртый раунд, а в парном разряде в партнёрстве с Пешке достигла четвертьфинала. Пешке и Скьявоне также смогли выйти в 1/4 финала и на Уимблдонском турнире, а на Открытом чемпионате США уже продвинулись до полуфинала.
Летом 2006 года Франческа помогла Италии победить команду Испании в полуфинале Кубка Федерации. Сборная Италии впервые смогла выйти в финал престижного командного соревнования, который состоялся в сентябре в Шарлеруа. Скьявоне в первом матче обыграла Кирстен Флипкенс, а во второй своей игре проиграла Жюстин Энен-Арденн. На решающий парный матч Бельгия Италия вышли при счёте 2:2. Скьявоне сыграла в нём в партнёрстве с Робертой Винчи против дуэта Флипкенс и Энен-Арденн. В третьем решающем сете бельгийки снялись с матча из-за травмы правого колена у Энен-Арденн. Таким образом, сборная Италии впервые в истории завоевала престижный командный трофей. В октябре Скьявоне вышла в финал зального турнира в Люксембурге и вновь она уступила в решающем матче — на этот раз Алёне Бондаренко из Украины. Это было восьмое поражение в одиночных финалах WTA для Франчески и при этом она не выиграла ни одного титула. Но без победы с того турнира она не уехала. Итальянке удалось выиграть в парном разряде в альянсе с Кветой Пешке. Также они смогли выиграть парные соревнования на Кубке Кремля. В парном рейтинге 2006 года Скьявоне завершила сезон на 9-й строчке.
На Открытом чемпионате Австралии 2007 года лучше всего по турнирной сетке Скьявоне прошла в миксте, где смогла с Йонасом Бьоркманом достичь полуфинала. В июле она наконец-то смогла выиграть первый одиночный титул WTA. На грунтовом турнире в Бадгастайне с девятой попытки итальянская теннисистка выиграла финал, оказавшись сильнее Ивонн Мойсбургер (6:1, 6:4). В сентябре сборная Италии вновь сыграла в финале Кубка Федерации, но не смогла обыграть команду России и защитить прошлогодний титул. В конце сезона на турнире 1-й категории в Цюрихе Франческа смогла переиграть двух представительниц топ-10: Елену Дементьеву и Светлану Кузнецову и прошла в полуфинал.

### 2008—2010 (победа на Ролан Гаррос и два титула в Кубке Федерации)

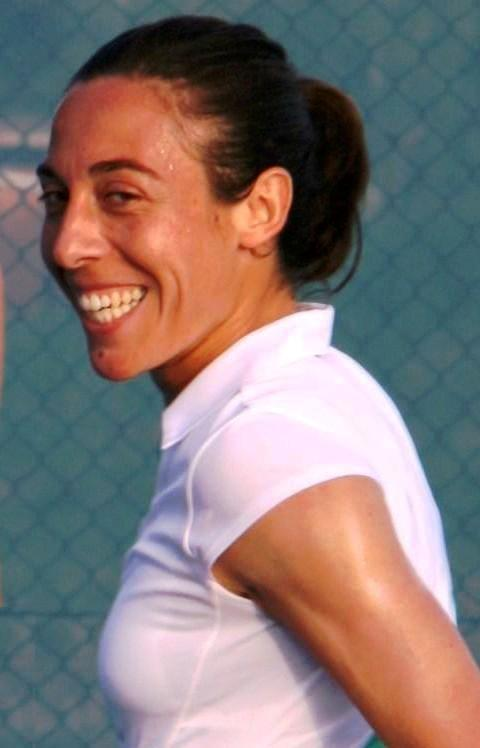
Скьявоне на турнире в Брисбене 2009 года

Первого полуфинала в сезоне 2008 года Скьявоне достигла в конце февраля на турнире в Дубае, где она смогла к тому же победить первую ракетку мира Жюстин Энен на стадии четвертьфинала. На Открытом чемпионате Франции в том сезоне она смогла выйти в финал в женском парном разряде в партнёрстве с Кейси Деллакква. В своём первом финале на Большом шлеме Деллакква и Скьявоне уступили Анабель Медине Гарригес и Вирхинии Руано Паскуаль со счётом 6:2, 5:7, 4:6. Летом на своей второй в карьере Олимпиаде в Пекине она вышла в третий раунд в одиночных соревнованиях и четвертьфинал в парах (с Флавией Пеннеттой).
На Открытом чемпионате Австралии 2009 года Деллакква и Скьявоне вышли в полуфинал в женском парном разряде. Первого полуфинала в одиночном разряде в том сезоне Скьявоне достигла в апреле на грунтовом турнире в Барселоне. В июне она вышла в полуфинал турнира на траве в Хертогенбосе, а на Уимблдонском турнире впервые попала в четвертьфинал. В июле на турнире в Праге 29-летняя итальянка вышла в финал, где уступила представительнице Австрии Сибиль Баммер. На Открытом чемпионате США в третьем раунде она выиграла № 9 в мире Викторию Азаренко и прошла в четвёртый раунд. В октябре в дуэте с россиянкой Алисой Клейбановой Скьявоне выиграла парный приз турнира в Токио. На турнире в Осаке она вышла в финал, уступив победу Саманте Стосур. Через неделю после этого Скьявоне выиграла второй одиночный титул WTA, оказавшись сильнее всех на Кубке Кремля в Москве. В финале она выиграла Ольгу Говорцову — 6:3, 6:0. В концовке сезона Скьявоне со сборной Италией смогла выиграть второй для себя титул на Кубке Федерации. В ноябре у себя на родине итальянке переиграли сборную США и во второй раз стали обладательницами трофея.
2010 год стал одним из самых успешных в карьере Скьявоне. Начала его итальянка с выхода в полуфинал в Окленде. На Открытом чемпионате Австралии она обыграла № 10 в мире Агнешку Радваньскую и вышла в четвёртый раунд. В женской паре в Австралии Франческа добралась до четвертьфинала совместно с Алисой Клейбановой. В середине апреля Скьявоне смогла победить на турнире в Барселоне, переиграв в финале соотечественницу Роберту Винчи — 6:1, 6:1. Следующей вершиной, которая ей покорилась стал Открытый чемпионат Франции. Скьявонне, имевшая изначально 17-й номер посева, неожиданно смогла выиграть свой первый Большой шлем. В решающих раундах Скьявоне обыграла трёх теннисисток из топ-10, в том числе в финале австралийку Саманту Стосур. Скьявоне стала первой представительницей Италии, которая выиграла турнир серии Большого шлема среди женщин. Она также побила рекорд Яны Новотны, став самой возрастной победительницей Большого шлема — в возрасте 29 лет и 347 дней (позже её рекорд побила Серена Уильямс. В рейтинге WTA Скьявоне впервые поднялась в топ-10 и заняла шестое место. По этому показателю она также побила рекорд своей страны, заняв самую высокую строчку в женском рейтинге среди итальянок за всю историю.
| Стадия  | Соперница (посев)     | Рейтинг | Счёт           |
| 1 раунд | Регина Куликова       | 70      | 5-7 6-3 6-4    |
| 2 раунд | Софи Фергюсон (Q)     | 142     | 6-2 6-2        |
| 3 раунд | Ли На (11)            | 12      | 6-4 6-2        |
| 4 раунд | Мария Кириленко (30)  | 30      | 6-4 6-4        |
| 1/4     | Каролина Возняцки (3) | 3       | 6-2 6-3        |
| 1/2     | Елена Дементьева (5)  | 5       | 7-6(3) — отказ |
| Финал   | Саманта Стосур (7)    | 7       | 6-4 7-6(2)     |

На Открытом чемпионате США 2010 года Скьявоне прошла в четвертьфинал, проиграв на этой стадии Винус Уильямс. Осенью она вышла в полуфинал турнира в Токио, а также впервые сыграла Итоговом чемпионате WTA. В своей группе Франческа выиграла один матч и два проиграла, не сумев выйти в полуфинал. В конце сезона вместе со сборной Италии Скьявоне второй год подряд стала обладательницей Кубка Федерации. В финале итальянки, как и год назад, сломили сопротивление сборной США, а Скьявоне заработала одно очко, победив Коко Вандевеге. В итоговом рейтинге WTA 2010 года она заняла седьмое место.

### 2011—2014 (финал на Ролан Гаррос)
На Открытом чемпионате Австралии 2011 года Скьявоне впервые вышла в четвертьфинал, выиграв в четвёртом раунде у Светланы Кузнецовой тяжелейший матч со счётом 6:4, 1:6, 16:14. Матч продолжался 4 часа 44 минуты (третий сет — ровно 3 часа) и на тот момент стал самым длинным матчем между женщинами в истории турниров Большого шлема и вторым по продолжительности с начала «Открытой эры» в женском теннисе.
Таким образом, итальянка смогла в карьере выйти в четвертьфинал на всех четырёх Больших шлемах в одиночном разряде. В мае она вышла в четвертьфинал в Риме и полуфинал в Брюсселе. На Открытом чемпионате Франции Скьявоне второй год подряд достигла решающего матча. На этот раз её соперницей стала китаянка Ли На, которую Франческа в предыдущем году обыграла на стадии третьего раунда. На этот раз завоевать титул ей не удалось, и она проиграла китайской теннисистке в двух сетах.
| Стадия  | Соперница (посев)           | Рейтинг | Счёт            |
| 1 раунд | Мелани Уден                 | 88      | 6-2 6-0         |
| 2 раунд | Весна Долонц                | 101     | 6-1 6-2         |
| 3 раунд | Пэн Шуай (29)               | 25      | 6-3 1-2 — отказ |
| 4 раунд | Елена Янкович (10)          | 10      | 6-3 2-6 6-4     |
| 1/4     | Анастасия Павлюченкова (14) | 15      | 1-6 7-5 7-5     |
| 1/2     | Марион Бартоли (11)         | 11      | 6-3 6-3         |
| Финал   | Ли На (6)                   | 7       | 4-6 6-7(0)      |

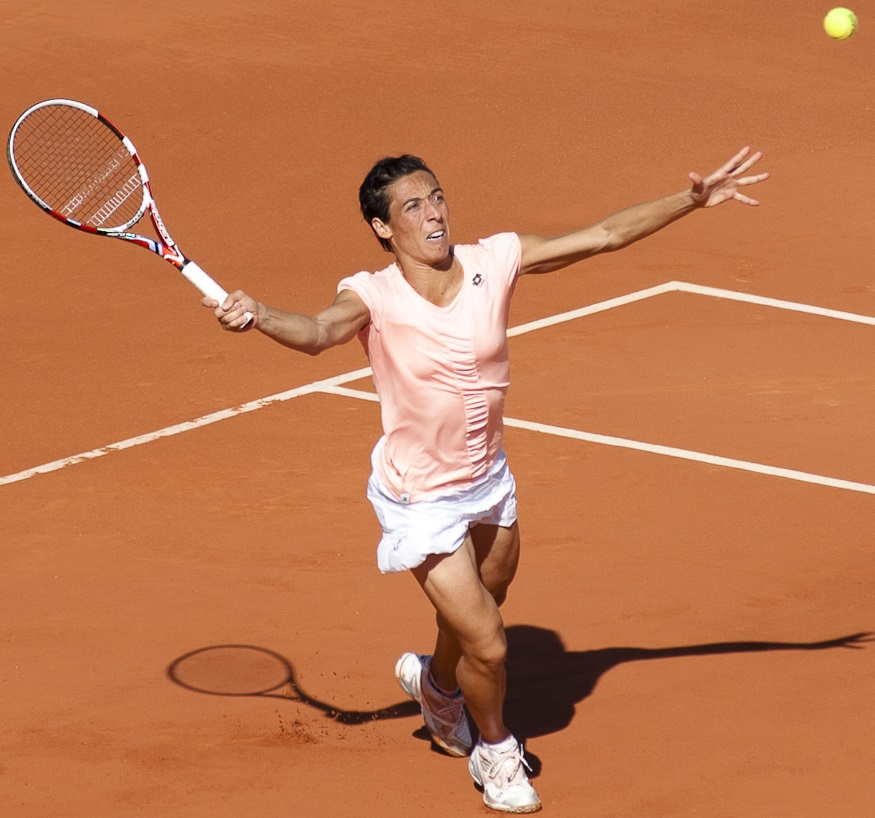
Скьявоне на Открытом чемпионате Франции 2011 года

В августе 2011 года Скьявоне вышла в полуфинал турнира в Нью-Хейвене, а на Открытом чемпионате США смогла пройти в четвёртый раунд.
В январе 2012 года Скьявоне вышла в полуфинал турнира в Брисбене. В мае итальянка выиграла свой пятый одиночный титул WTA, став победительницей грунтового турнира в Международный теннисный турнир в Страсбурге. В финале она оказалась сильнее француженки Ализе Корне — 6:4, 6:4. На Ролан Гаррос Скьявоне не смогла повторить подвигов двух последних лет и проиграла в третьем раунде в упорной борьбе Варваре Лепченко. На Уимблдоне она продвинулась до четвёртого раунда, а в женском парном разряде в альянсе с Флавией Пеннеттой смогла выйти в полуфинал. Летом на Олимпиаде в Лондоне Скьявоне проиграла во втором раунде одиночных и парных соревнований.
В апреле 2013 года Скьявоне смогла победить на грунтовом турнире в Марракеше, переиграв в финале Лурдес Домингес Лино со счётом 6:1, 6:3. На Открытом чемпионате Франции она смогла пройти до стадии четвёртого раунда, где проиграла Виктории Азаренко. В сентябре она вышла в полуфинал турнира в Сеуле. Следующий раз до полуфинала в одиночных соревнованиях она добралась уже в июле 2014 года на турнире в Баку. В сентябре того же года она вышла в 1/2 финала турнира в Гонконге.

### 2015—2018 (завершение карьеры)
За весь сезон 2015 года Скьявоне дважды смогла пройти в четвертьфинал соревнований тура, а на Большом шлеме её лучшим результатом стал выход в третий раунд Открытого чемпионата Франции. В феврале 2016 года она смогла стать чемпионкой турнира в Рио-де-Жанейро. В титульном матче 35-летняя итальянка выиграла у Шелби Роджерс. Следующий свой титул Скьявоне выиграла в следующем сезоне на турнире в Боготе. Обыграв в финале Лару Арруабаррену, Скьявоне стала четвёртой теннисисткой в списке самых возрастных победительниц одиночных турниров WTA. Её возраст на момент победы был 36 лет 9 месяцев и 23 дня. В начале мая 2017 года она была в шаге от выигрыша ещё одного титула, но в финале турнира в Рабате уступила россиянке Анастасии Павлюченковой. На Ролан Гаррос в соревнованиях женских пар в дуэте с Кирстен Флипкенс она вышла в четвертьфинал.
В июле 2018 года Скьявоне сыграла последний матч на профессиональном уровне на турнире в Гштаде. 5 сентября того же года итальянка заявила о завершении профессиональной карьеры.

## Итоговое место в рейтинге WTA по годам
| Год  | Одиночный рейтинг | Парный рейтинг |
| 2017 | 90                | 163            |
| 2016 | 100               | 430            |
| 2015 | 121               | 170            |
| 2014 | 82                | 144            |
| 2013 | 42                | 100            |
| 2012 | 35                | 51             |
| 2011 | 11                | 131            |
| 2010 | 7                 | 43             |
| 2009 | 17                | 19             |
| 2008 | 30                | 32             |
| 2007 | 25                | 48             |
| 2006 | 15                | 9              |
| 2005 | 13                | 34             |
| 2004 | 19                | 40             |
| 2003 | 20                | 77             |
| 2002 | 41                | 143            |
| 2001 | 30                | 117            |
| 2000 | 80                |                |
| 1999 | 184               |                |
| 1998 | 295               |                |
| 1997 | 496               |                |
| 1996 | 949               |                |

## Выступления на турнирах

### Финалы турниров Большого шлема в одиночном разряде (2)

#### Победы (1)
| №  | Год  | Турнир                     | Покрытие | Соперница в финале | Счёт       |
| 1. | 2010 | Открытый чемпионат Франции | Грунт    | Саманта Стосур     | 6-4 7-6(2) |

#### Поражения (1)
| №  | Год  | Турнир                     | Покрытие | Соперница в финале | Счёт       |
| 1. | 2011 | Открытый чемпионат Франции | Грунт    | Ли На              | 4-6 6-7(0) |

### Финалы турнировWTAв одиночном разряде (20)

#### Победы (8)
| Легенда: До 2009 года       | Легенда: С 2009 года  |
| --------------------------- | --------------------- |
| Турниры Большого шлема (1*) |                       |
| Олимпиада (0)               |                       |
| Итоговый турнир WTA (0)     |                       |
| 1-я категория (0+1)         | Premier Mandatory (0) |
| 2-я категория (0+4)         | Premier 5 (0+1)       |
| 3-я категория (1+1)         | Premier (1)           |
| 4-я категория (0)           | International (5)     |
| 5-я категория (0)           | International (5)     |

| Титулы по покрытиям | Титулы по месту проведения матчей турнира |
| ------------------- | ----------------------------------------- |
| Хард (1+4*)         | Зал (1+2)                                 |
| Грунт (7+2)         | Зал (1+2)                                 |
| Трава (0)           | Открытый воздух (7+5)                     |
| Ковёр (0+1)         | Открытый воздух (7+5)                     |

* количество побед в одиночном разряде + количество побед в парном разряде.
| №  | Дата            | Турнир                     | Покрытие | Соперница в финале   | Счёт        |
| 1. | 29 июля 2007    | Бадгастайн, Австрия        | Грунт    | Ивонн Мойсбургер     | 6-1 6-4     |
| 2. | 25 октября 2009 | Москва, Россия             | Хард(i)  | Ольга Говорцова      | 6-3 6-0     |
| 3. | 17 апреля 2010  | Барселона, Испания         | Грунт    | Роберта Винчи        | 6-1 6-1     |
| 4. | 5 июня 2010     | Открытый чемпионат Франции | Грунт    | Саманта Стосур       | 6-4 7-6(2)  |
| 5. | 26 мая 2012     | Страсбург, Франция         | Грунт    | Ализе Корне          | 6-4 6-4     |
| 6. | 28 апреля 2013  | Марракеш, Марокко          | Грунт    | Лурдес Домингес Лино | 6-1 6-3     |
| 7. | 21 февраля 2016 | Рио-де-Жанейро, Бразилия   | Грунт    | Шелби Роджерс        | 2-6 6-2 6-2 |
| 8. | 15 апреля 2017  | Богота, Колумбия           | Грунт    | Лара Арруабаррена    | 6-4 7-5     |

#### Поражения (12)
| №   | Дата             | Турнир                     | Покрытие | Соперница в финале     | Счёт        |
| 1.  | 18 июня 2000     | Ташкент, Узбекистан        | Хард     | Ирода Туляганова       | 3-6 6-2 3-6 |
| 2.  | 11 января 2003   | Канберра, Австралия        | Хард     | Меганн Шонесси         | 1-6 1-6     |
| 3.  | 18 сентября 2005 | Бали, Индонезия            | Хард     | Линдсей Дэвенпорт      | 2-6 4-6     |
| 4.  | 17 октября 2005  | Москва, Россия             | Ковёр(i) | Мари Пьерс             | 4-6 3-6     |
| 5.  | 30 октября 2005  | Хасселт, Бельгия           | Хард(i)  | Ким Клейстерс          | 2-6 3-6     |
| 6.  | 13 января 2006   | Сидней, Австралия          | Хард     | Жюстин Энен            | 6-4 5-7 5-7 |
| 7.  | 9 апреля 2006    | Амелия-Айленд, США         | Грунт    | Надежда Петрова        | 4-6 4-6     |
| 8.  | 1 октября 2006   | Люксембург                 | Хард(i)  | Алёна Бондаренко       | 3-6 2-6     |
| 9.  | 19 июля 2009     | Прага, Чехия               | Грунт    | Сибиль Баммер          | 6-7(4) 2-6  |
| 10. | 18 октября 2009  | Осака, Япония              | Хард     | Саманта Стосур         | 5-7 1-6     |
| 11. | 4 июня 2011      | Открытый чемпионат Франции | Грунт    | Ли На                  | 4-6 6-7(0)  |
| 12. | 6 мая 2017       | Рабат, Марокко             | Грунт    | Анастасия Павлюченкова | 5-7 5-7     |

### Финалы турнировITFв одиночном разряде (3)

#### Поражения (3)
| Легенда:         |
| ---------------- |
| 100 000 USD (0*) |
| 75 000 USD (0)   |
| 50 000 USD (0)   |
| 25 000 USD (0+1) |
| 10 000 USD (0)   |

| Титулы по покрытиям | Титулы по месту проведения матчей турнира |
| ------------------- | ----------------------------------------- |
| Хард (0*)           | Зал (0)                                   |
| Грунт (0+1)         | Зал (0)                                   |
| Трава (0)           | Открытый воздух (0+1)                     |
| Ковёр (0)           | Открытый воздух (0+1)                     |

* количество побед в одиночном разряде + количество побед в парном разряде.
| №  | Дата            | Турнир              | Покрытие | Соперница в финале | Счёт        |
| 1. | 18 октября 1998 | Сан-Паулу, Бразилия | Грунт    | Кристина Пападаки  | 6-4 4-6 2-6 |
| 2. | 7 ноября 1999   | Яффа, Израиль       | Хард     | Иветт Бастин       | 3-6 4-6     |
| 3. | 13 февраля 2000 | Рокфорд, США        | Хард(i)  | Дая Беданова       | 6-2 3-6 1-6 |

### Финалы турниров Большого шлема в парном разряде (1)

#### Поражения (1)
| №  | Год  | Турнир                     | Покрытие | Партнёрша       | Соперницы в финале                              | Счёт        |
| 1. | 2008 | Открытый чемпионат Франции | Грунт    | Кейси Деллакква | Вирхиния Руано Паскуаль Анабель Медина Гарригес | 6-2 5-7 4-6 |

### Финалы турнировWTAв парном разряде (16)

#### Победы (7)
| №  | Дата            | Турнир          | Покрытие | Партнёрша           | Соперницы в финале                    | Счёт           |
| 1. | 29 июля 2001    | Сопот, Польша   | Грунт    | Йоаннетта Крюгер    | Юлия Бейгельзимер Анастасия Родионова | 6-4 6-0        |
| 2. | 2 мая 2004      | Варшава, Польша | Грунт    | Сильвия Фарина Элия | Хисела Дулко Патрисия Тарабини        | 3-6 6-2 6-1    |
| 3. | 26 февраля 2005 | Доха, Катар     | Хард     | Алисия Молик        | Кара Блэк Лизель Хубер                | 6-3 6-4        |
| 4. | 25 февраля 2006 | Дубай, ОАЭ      | Хард     | Квета Пешке         | Светлана Кузнецова Надежда Петрова    | 3-6 7-6(1) 6-3 |
| 5. | 1 октября 2006  | Люксембург      | Хард(i)  | Квета Пешке         | Анна-Лена Грёнефельд Лизель Хубер     | 2-6 6-4 6-1    |
| 6. | 15 октября 2006 | Москва, Россия  | Ковёр(i) | Квета Пешке         | Ивета Бенешова Галина Воскобоева      | 6-4 6-7(4) 6-1 |
| 7. | 3 октября 2009  | Токио, Япония   | Хард     | Алиса Клейбанова    | Даниэла Гантухова Ай Сугияма          | 6-4 6-2        |

#### Поражения (9)
| №  | Дата            | Турнир                     | Покрытие | Партнёрша              | Соперницы в финале                              | Счёт              |
| 1. | 4 мая 2003      | Варшава, Польша            | Грунт    | Элени Данилиду         | Лизель Хубер Магдалена Малеева                  | 6-3 4-6 2-6       |
| 2. | 27 июля 2003    | Станфорд, США              | Хард     | Чо Юн Джон             | Кара Блэк Лиза Реймонд                          | 6-7(5) 1-6        |
| 3. | 15 февраля 2004 | Париж, Франция             | Ковёр(i) | Сильвия Фарина Элия    | Барбара Шетт Патти Шнидер                       | 3-6 2-6           |
| 4. | 9 октября 2005  | Фильдерштадт, Германия     | Хард(i)  | Квета Пешке            | Даниэла Гантухова Анастасия Мыскина             | 0-6 6-3 5-7       |
| 5. | 21 мая 2006     | Рим, Италия                | Грунт    | Квета Пешке            | Даниэла Гантухова Ай Сугияма                    | 6-3 3-6 1-6       |
| 6. | 21 октября 2007 | Цюрих, Швейцария           | Хард(i)  | Лиза Реймонд           | Квета Пешке Ренне Стаббс                        | 5-7 6-7(1)        |
| 7. | 7 июня 2008     | Открытый чемпионат Франции | Грунт    | Кейси Деллакква        | Вирхиния Руано Паскуаль Анабель Медина Гарригес | 6-2 5-7 4-6       |
| 8. | 15 апреля 2012  | Барселона, Испания         | Грунт    | Флавия Пеннетта        | Сара Эррани Роберта Винчи                       | 0-6 2-6           |
| 9. | 28 февраля 2014 | Флорианополис, Бразилия    | Хард     | Сильвия Солер-Эспиноса | Анабель Медина Гарригес Ярослава Шведова        | 6-7(1) 6-2 [3-10] |

### Финалы турнировITFв парном разряде (2)

#### Победы (1)
| №  | Дата             | Турнир                   | Покрытие | Партнёрша                | Соперницы в финале         | Счёт    |
| 1. | 13 сентября 1998 | Эдинбург, Великобритания | Грунт    | Антонелла Серра-Дзанетти | Луиза Лейтимер Хелен Ризби | 6-3 6-3 |

#### Поражения (1)
| №  | Дата            | Турнир          | Покрытие | Партнёрша         | Соперницы в финале            | Счёт    |
| 1. | 5 сентября 1999 | Сполето, Италия | Грунт    | Клариса Фернандес | Дебби Хак Андреа ван ден Хюрк | 1-6 1-6 |

### Финалы командных турниров (4)

#### Победы (3)
| №  | Год  | Турнир              | Команда                                               | Соперник в финале                      | Счёт в финале |
| -- | ---- | ------------------- | ----------------------------------------------------- | -------------------------------------- | ------------- |
| 1. | 2006 | Кубок Федерации     | Италия Р.Винчи, Ф.Пеннетта, М.Сантанджело, Ф.Скьявоне | Бельгия К.Флипкенс, Ж.Энен             | 3-2           |
| 2. | 2009 | Кубок Федерации (2) | Италия Р.Винчи,Ф.Пеннетта, Ф.Скьявоне, С.Эррани       | США А.Глатч, М.Уден, Л.Хубер, В.Кинг   | 4-0           |
| 3. | 2010 | Кубок Федерации (3) | Италия Ф.Пеннетта, Ф.Скьявоне                         | США К.Вадевеге, М.Уден, Б.Маттек-Сандс | 3-1           |

#### Поражения (1)
| №  | Год  | Турнир          | Команда                                   | Соперник в финале                           | Счёт в финале |
| -- | ---- | --------------- | ----------------------------------------- | ------------------------------------------- | ------------- |
| 1. | 2007 | Кубок Федерации | Италия Р.Винчи, М.Сантанджело, Ф.Скьявоне | Россия Е.Веснина, С.Кузнецова, А.Чакветадзе | 0-4           |

## История выступлений на турнирах
| Турнир                       | 1999  | 2000  | 2001          | 2002          | 2003          | 2004  | 2005          | 2006          | 2007          | 2008  | 2009          | 2010          | 2011          | 2012  | 2013          | 2014          | 2015          | 2016  | 2017          | 2018          | Итог   | В/П за карьеру |
| ---------------------------- | ----- | ----- | ------------- | ------------- | ------------- | ----- | ------------- | ------------- | ------------- | ----- | ------------- | ------------- | ------------- | ----- | ------------- | ------------- | ------------- | ----- | ------------- | ------------- | ------ | -------------- |
| Турниры Большого шлема       |       |       |               |               |               |       |               |               |               |       |               |               |               |       |               |               |               |       |               |               |        |                |
| Открытый чемпионат Австралии | -     | -     | 1Р            | 3Р            | 1Р            | 2Р    | 3Р            | 4Р            | 2Р            | 3Р    | 1Р            | 4Р            | 1/4           | 2Р    | 1Р            | 1Р            | 1Р            | К     | 1Р            | 1Р            | 0 / 17 | 19-17          |
| Открытый чемпионат Франции   | -     | К     | 1/4           | 3Р            | 2Р            | 4Р    | 4Р            | 4Р            | 3Р            | 3Р    | 1Р            | П             | Ф             | 3Р    | 4Р            | 1Р            | 3Р            | 1Р    | 1Р            | 1Р            | 1 / 18 | 40-17          |
| Уимблдонский турнир          | -     | К     | 2Р            | 2Р            | 3Р            | 2Р    | 1Р            | 1Р            | 2Р            | 2Р    | 1/4           | 1Р            | 3Р            | 4Р    | 1Р            | 1Р            | 1Р            | 2Р    | 2Р            | -             | 0 / 17 | 19-17          |
| Открытый чемпионат США       | К     | 3Р    | 1Р            | 4Р            | 1/4           | 4Р    | 3Р            | 3Р            | 2Р            | 2Р    | 4Р            | 1/4           | 4Р            | 1Р    | 1Р            | 1Р            | 1Р            | 1Р    | 1Р            | -             | 0 / 18 | 28-18          |
| Итог                         | 0 / 0 | 0 / 1 | 0 / 4         | 0 / 4         | 0 / 4         | 0 / 4 | 0 / 4         | 0 / 4         | 0 / 4         | 0 / 4 | 0 / 4         | 1 / 4         | 0 / 4         | 0 / 4 | 0 / 4         | 0 / 4         | 0 / 4         | 0 / 3 | 0 / 4         | 0 / 2         | 1 / 70 |                |
| В/П в сезоне                 | 0-0   | 2-1   | 5-4           | 8-4           | 7-4           | 8-4   | 7-4           | 8-4           | 5-4           | 6-4   | 7-4           | 14-3          | 15-4          | 6-4   | 3-4           | 0-4           | 2-4           | 1-3   | 1-4           | 0-2           |        | 106-69         |
| Олимпийские игры             |       |       |               |               |               |       |               |               |               |       |               |               |               |       |               |               |               |       |               |               |        |                |
| Летняя олимпиада             | НП    | -     | Не проводился | Не проводился | Не проводился | 1/4   | Не проводился | Не проводился | Не проводился | 3Р    | Не проводился | Не проводился | Не проводился | 2Р    | Не проводился | Не проводился | Не проводился | -     | Не проводился | Не проводился | 0 / 3  | 6-3            |
| Итоговые турниры             |       |       |               |               |               |       |               |               |               |       |               |               |               |       |               |               |               |       |               |               |        |                |
| Итоговый турнир WTA          | -     | -     | -             | -             | -             | -     | -             | -             | -             | -     | -             | Группа        | -             | -     | -             | -             | -             | -     | -             | -             | 0 / 1  | 1-2            |